# 建中街街道
建中街街道，是中华人民共和国河南省郑州市二七区下辖的一个乡镇级行政单位。

## 行政区划
建中街街道下辖以下地区：
东福民社区、建华社区、保全社区、五彩社区、永安社区、庆丰社区、康复社区、铁英社区、幸福社区、西福民社区、淮南社区和小李庄社区。